# Gau (Moyen Âge)
Pour les articles homonymes, voir Gau.
Gau (au pluriel Gaue) est un terme allemand aux aspects territoriaux, administratifs et socio-culturels ambigus car susceptible de désigner :
- un type de paysage et par extension, la région géographique qu'il constitue ;
- une circonscription territoriale apparue à l'époque médiévale susceptible de confusion avec son mode d'administration.

À partir de 1945, lorsqu'il est évoqué dans le contexte de la fin du Troisième Reich, ce mot évoque immanquablement les exactions du régime nazi  dans la conscience collective allemande moderne (voir Reichsgau).

## Sens étymologique: type de paysage et par extension, région
Initialement, Gau vient du vieux francique désignant un Landstrich, un territoire au type de biotope homogène. Il faut en rapprocher la notion germanique de Aa ou Au, eau (eau douce: rivière, étang). Le Gau correspond ainsi à un type de paysage tout à la fois pourvu d'eau douce, propice au paturage comme à l'agriculture et constituant un environnement viable.
Gau désigne donc initialement un paysage naturel (Naturlandschaft) ou empreint par une civilisation (Kulturlandschaft).
Le Gau a pour équivalent le pays de la France médiévale, du latin pagus du Haut-Empire romain, ayant beaucoup de cognats dans les langues germaniques gow/ow en moyen haut allemand, gawi en gotique, gouw en néerlandais, go en frison, gô en vieux saxon, govie/ovie chez les celtes, francs, germains etc et le shire anglo-saxon, apparenté à Landstrich.

## Sens administratif: entité territoriale apparue au Moyen Âge
En tant qu'entité territoriale, le Gau apparait au IXe siècle avec l'Empire carolingien. La juridiction (et la fiscalité) d'un Gau, en tant que territoire pouvait en être déléguée par le souverain à un personnage détenteur d'une partie de son autorité. Dans ce sens, le Gau prend le sens de district, du latin districtum étendue d'une juridiction.
Méconnaissant la différence existant entre la nature géographique et la nature administrative possible du terme, Gau est fréquemment traduit en français par comté, qui correspond quant à lui à la notion de « Grafschaft ». Or, l'hypothèse selon laquelle le Gau correspond au  comté n'est pas indubitablement démontrée. En l'état actuel des recherches, le "Gau" est à interpréter en en tant que territoire, d'où l'équivalence avec province ou pays (pagus) tandis que la "Grafschaft" est à interpréter en en tant que circonscription administrative, d'où l'équivalence avec comté. Car le Graf ou grave était un chef commis, c'est-à-dire un détenteur local de l'autorité de gouvernement, ce qui correspond bien au comte, du latin comitatus, désignant initialement un membre de la suite de l'empereur romain du Haut-Empire chargé de missions administratives. Le titre de Graf devennant progressivement héréditaire, la Grafschaft devint ainsi un fief.
Il est un fait que certains de ces Gaue ont pu se fondre dans une Grafschaft dont les frontières correspondaient,  d'autres ont pu s'étendre au-delà des frontières d'un Gau mais on peut également trouver plusieurs "Grafschaften" dans un Gau.

### Traces dans la topographie
Gau et Au perdurent dans les toponymes des pays d'influence germanique: Allemagne, Autriche, Alsace,Moselle , Suisse, Belgique, Pays-Bas, Pologne …
- Aargau (CH)
- Allgäu (DE)
- Breisgau (DE)
- Buchsgau (CH)
- Chiemgau (DE)
- Kraków (PL)
- Eastergoa et Westergo en Frise (DE)
- Fivelgo au bord du Fivel en Groningue (NL)
- Elsgau (CH)
- Flachgau (A)
- Gau-Algesheim (DE)
- Gäuboden (DE)
- Haspengouw (BE)
- Hegau (DE)
- Henegouw (BE)
- Illergäu (DE)
- Kraichgau (DE)
- Linzgau (DE)
- Lungau (A)
- Mepsegouw (PL)
- Nordgau(FR)
- Gaubiving (Moselle)
- Oberammergau (DE)
- Pinzgau (A)
- Pongau (A)
- Rammachgau (DE)
- Rheingau (DE)
- Prättigau (CH)
- Saargau (DE)
- Sennegau (BE)
- Tennengau (A)
- Thurgau (CH)
- Sisgau (CH)
- Sundgau (FR)
- Tellgau (histoire CH)
- Wasgau (DE et FR)
- Wormsgau